# Odontestra vittigera
Odontestra vittigera là một loài bướm đêm trong họ Noctuidae.